# Rudolph Pariser

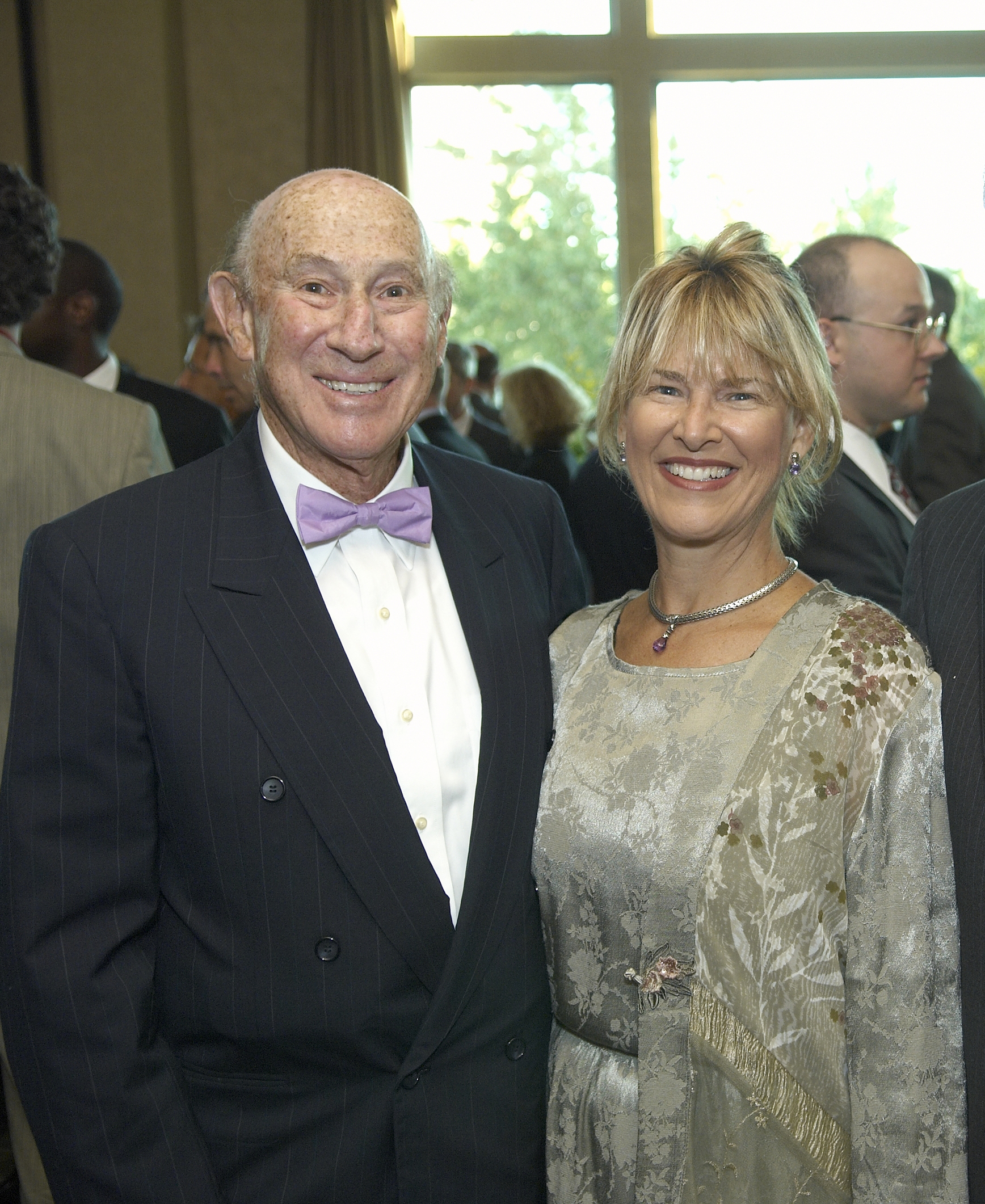
Rudolph and Louise Pariser (2005)

Rudolph Pariser (* 8. Dezember 1923 in Harbin, Republik China; † 2. Februar 2021) war ein US-amerikanischer Chemiker. Er beschäftigte sich mit physikalischer Chemie und Polymerchemie.
Pariser wurde in Harbin geboren und besuchte zunächst die Von Hindenburg Schule in Harbin, später dann eine amerikanische Missionarsschule in Peking sowie eine amerikanische Schule in Tokyo. Kurz vor Beginn des Zweiten Weltkriegs ging Pariser in die USA und wurde dort 1944 eingebürgert.
Im gleichen Jahr wurde Pariser an der University of California, Berkeley Bachelor of Science, 1950 wurde er an der University of Minnesota auf dem Gebiet der physikalischen Chemie zum Ph. D. promoviert.
Von 1944 bis 1946, während des Zweiten Weltkriegs und unmittelbar danach, diente er in der United States Army.
Am 31. Juli 1972 heiratete er Margaret Louise Marsh.
Die längste Zeit seines Berufslebens verbrachte er als Polymerchemiker beim Chemiekonzern DuPont. 1989 bis 2006 leitete er seine eigene Firma.
Pariser ist für seine Arbeit mit Robert Ghormley Parr zur Berechnung angenäherter Molekülorbitale bekannt. Diese Methode wurde 1953 veröffentlicht und ist als Pariser-Parr-Pople- oder PPP-Verfahren bekannt, da John Anthony Pople im selben Jahr das gleiche Verfahren fast zeitgleich publizierte.